# Parasetodes nebulosus
Parasetodes nebulosus är en nattsländeart som beskrevs av Douglas E. Kimmins 1956. Parasetodes nebulosus ingår i släktet Parasetodes och familjen långhornssländor. Inga underarter finns listade i Catalogue of Life.